# Gabriel Da Costa
Gabriel Da Costa (ur. 16 czerwca 1984 w Melun) – francuski hokeista posiadający polski paszport.
Jego dwaj młodsi bracia również są hokeistami: Teddy (ur. 1986) i Stéphane (ur. 1989). Rodzeństwo ma matkę Polkę i ojca Francuza.

## Kariera
- Anglet Hormadi (2002–2003)
- Rapaces de Gap (2003–2005)
- Zagłębie Sosnowiec (2005–2007)
- Polonia Bytom (2007–2008)
- Zagłębie Sosnowiec (2008–2010)
- Dijon Hockey Club (2010-2013)
- Neuilly-sur-Marne (2013-2014)
- Dijon HC II (2014-2017)
- Strasbourg II (2017/2018, 2019/2020)

Wychowanek klubu Dammarie. Od maja 2013 zawodnik Neuilly-sur-Marne.